# Freychenet
Freychenet est une commune française, située dans l'est du département de l'Ariège en région Occitanie. Sur le plan historique et culturel, la commune fait partie du pays d'Olmes, haut lieu de la tragédie cathare alliant des paysages d'une extrême diversité.
Exposée à un climat de montagne, elle est drainée par le Douctouyre, le Sios et par divers autres petits cours d'eau. La commune possède un patrimoine naturel remarquable composé de trois zones naturelles d'intérêt écologique, faunistique et floristique.
Freychenet est une commune rurale qui compte 82 habitants en 2022, après avoir connu un pic de population de 1 242 habitants en 1841. Elle fait partie de l'aire d'attraction de Foix. Ses habitants sont appelés les Freychenetois ou Freychenetoises.

## Géographie

### Localisation
- 1Carte dynamique
- 2Carte OpenStreetMap
- 3Carte topographique
- 4Carte avec les communes environnantes

La commune de Freychenet se trouve dans le département de l'Ariège, en région Occitanie.
Elle se situe à 11 km à vol d'oiseau de Foix, préfecture du département, et à 11 km de Lavelanet, bureau centralisateur du canton du Pays d'Olmes dont dépend la commune depuis 2015 pour les élections départementales.
La commune fait en outre partie du bassin de vie de Lavelanet.
Les communes les plus proches sont : 
Celles (2,9 km), Nalzen (3,2 km), Leychert (4,1 km), Roquefixade (4,2 km), Soula (4,4 km), Saint-Paul-de-Jarrat (4,9 km), Montferrier (6,2 km), Roquefort-les-Cascades (6,5 km).
Sur le plan historique et culturel, Freychenet fait partie du pays d'Olmes, haut lieu de la tragédie cathare alliant des paysages d'une extrême diversité.
Les communes limitrophes sont  Cazenave-Serres-et-Allens, Celles, Montferrier, Nalzen et Saint-Paul-de-Jarrat.
Freychenet est limitrophe de cinq autres communes.
| Celles               | Nalzen                    |             |
| Saint-Paul-de-Jarrat | Freychenet                | Montferrier |
|                      | Cazenave-Serres-et-Allens |             |

### Géologie et relief

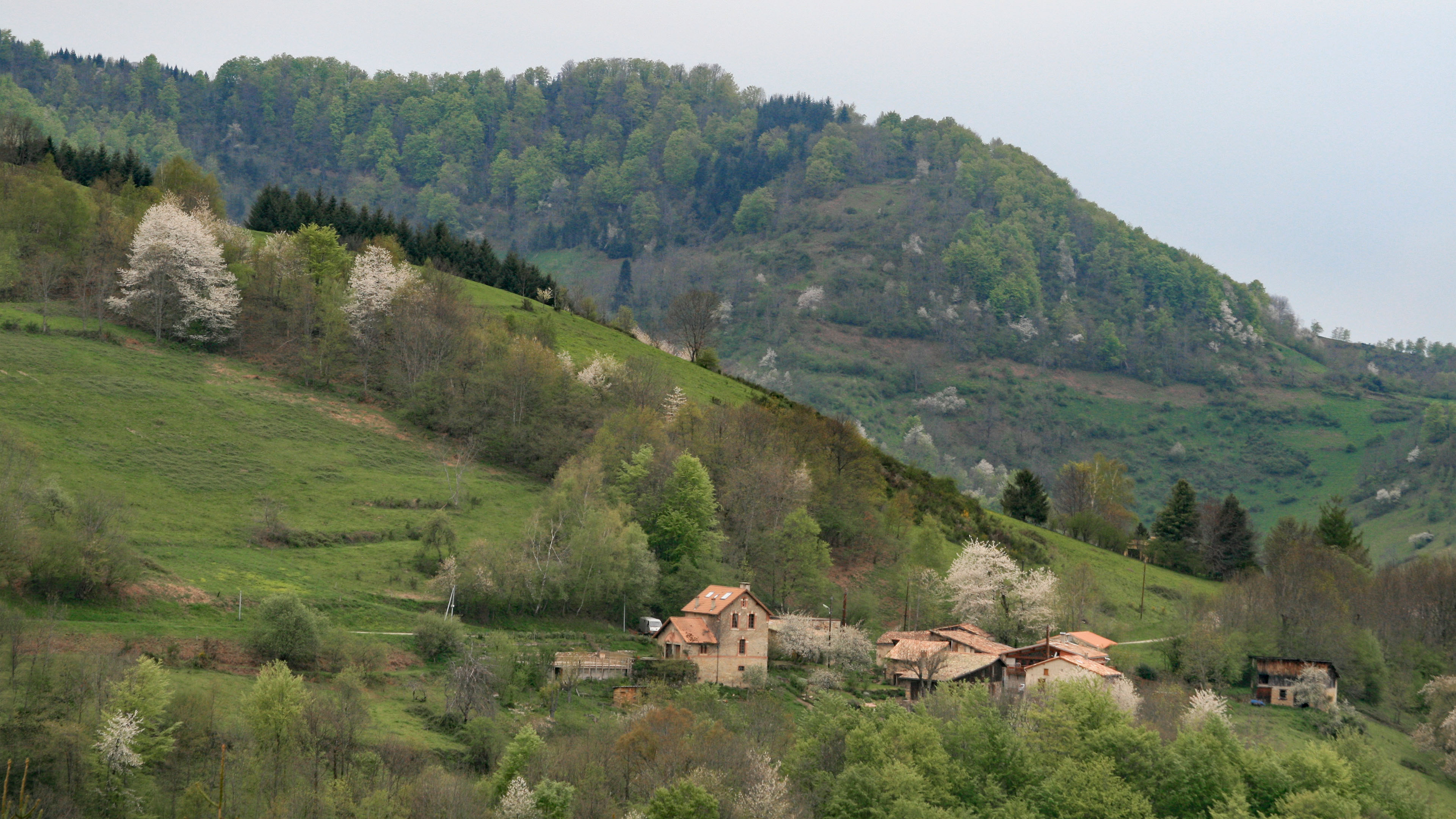
Le Rasclat

La commune est située dans les Pyrénées, une chaîne montagneuse jeune, érigée durant l'ère tertiaire (il y a 40 millions d'années environ), en même temps que les Alpes. Les terrains affleurants sur le territoire communal sont constitués de roches pour partie sédimentaires et pour partie métamorphiques datant pour certaines du Mésozoïque, anciennement appelé Ère secondaire, qui s'étend de −252,2 à −66,0 Ma, et pour d'autres du Paléozoïque, une ère géologique qui s'étend de −541 à −252,2 Ma. La structure détaillée des couches affleurantes est décrite dans la feuille « n°1075 - Foix » de la carte géologique harmonisée au 1/50 000ème du département de l'Ariège, et sa notice associée.
La superficie cadastrale de la commune publiée par l’Insee, qui sert de références dans toutes les statistiques, est de 24,69 km2,. La superficie géographique, issue de la BD Topo, composante du Référentiel à grande échelle produit par l'IGN, est quant à elle de 25,55 km2. Son relief est particulièrement escarpé puisque la dénivelée maximale atteint 1 444 mètres. L'altitude du territoire varie entre 557 m et 2 001 m.

### Hydrographie

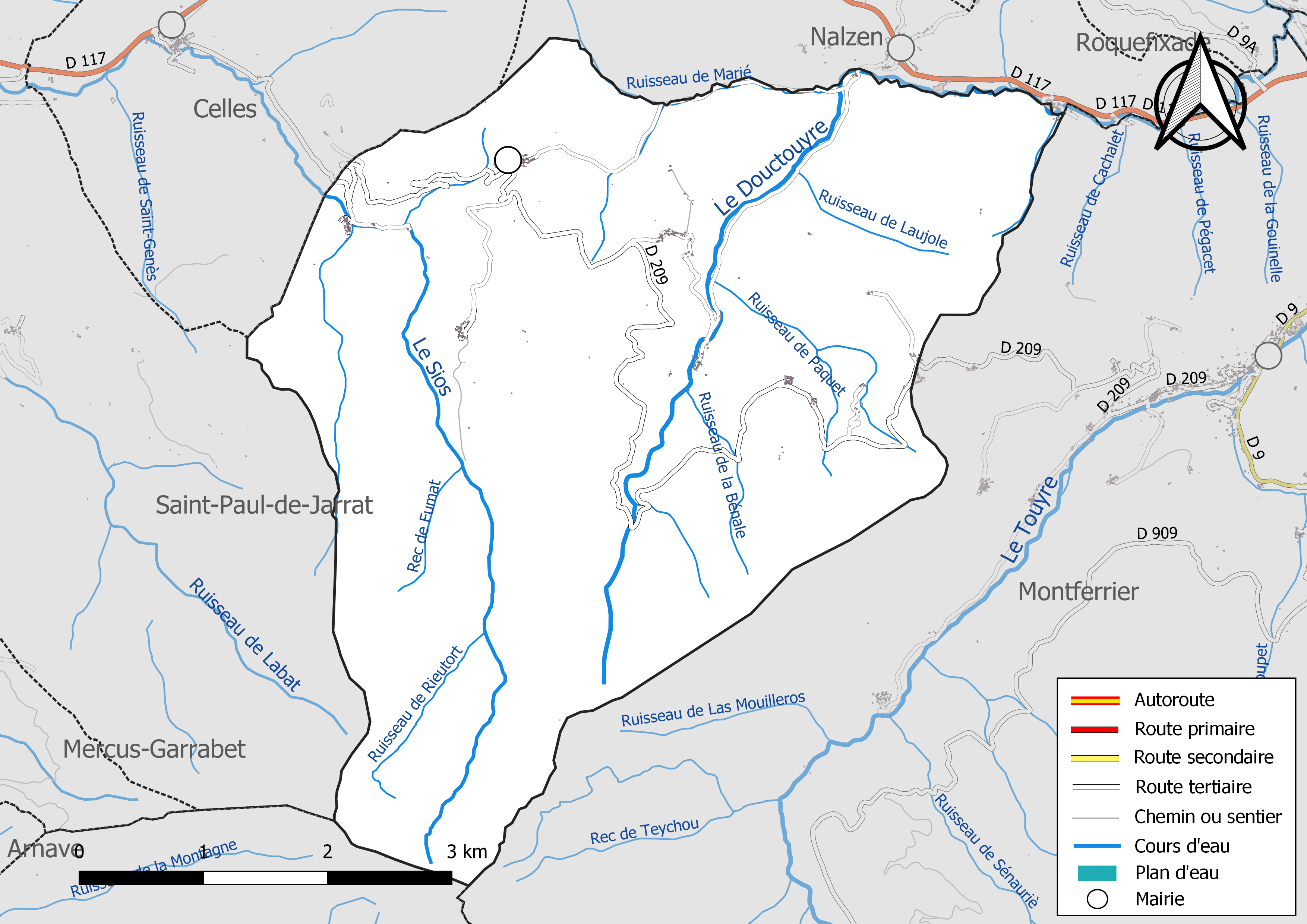
Réseaux hydrographique et routier de Freychenet.

La commune est dans le bassin versant de la Garonne, au sein du bassin hydrographique Adour-Garonne. Elle est drainée par le Douctouyre, le Sios, Rec de Fumat, le ruisseau de Barthe Folle, le ruisseau de la Bénale, le ruisseau de Laujole, le ruisseau de Marié, le ruisseau de Paquet, le ruisseau de Rieutort, le ruisseau du Payroulet et par divers petits cours d'eau, constituant un réseau hydrographique de 30 km de longueur totale,.
Le Douctouyre, d'une longueur totale de 42,08 km, prend sa source dans la commune de Freychenet et s'écoule du sud vers le nord. Il traverse la commune et se jette dans l'Hers-Vif à Vals, après avoir traversé 16 communes.
Le Sios, d'une longueur totale de 16,5 km, prend sa source dans la commune de Freychenet et s'écoule du sud-est vers le nord-ouest. Il traverse la commune et se jette dans l'Ariège à Ferrières-sur-Ariège, après avoir traversé 6 communes.

### Climat
Pour des articles plus généraux, voir Climat de l'Occitanie et Climat de l'Ariège.
En 2010, le climat de la commune est de type climat des marges montargnardes, selon une étude s'appuyant sur une série de données couvrant la période 1971-2000. En 2020, Météo-France publie une typologie des climats de la France métropolitaine dans laquelle la commune est exposée à un climat de montagne et est dans la région climatique Pyrénées centrales, caractérisée par une pluviométrie annuelle de 1 000 à 1 200 mm.
Pour la période 1971-2000, la température annuelle moyenne est de 10,2 °C, avec  une amplitude thermique annuelle de 14,8 °C. Le cumul annuel moyen de précipitations est de 1 068 mm, avec 9,9 jours de précipitations en janvier et 7 jours en juillet. Pour la période 1991-2020 la température moyenne annuelle observée sur la station météorologique la plus proche, située sur la commune de Montferrier à 6 km à vol d'oiseau, est de 11,2 °C et le cumul annuel moyen de précipitations est de 1 438,0 mm,. Pour l'avenir, les paramètres climatiques de la commune estimés pour 2050 selon différents scénarios d’émission de gaz à effet de serre sont consultables sur un site dédié publié par Météo-France en novembre 2022.

### Milieux naturels et biodiversité
L’inventaire des zones naturelles d'intérêt écologique, faunistique et floristique (ZNIEFF) a pour objectif de réaliser une couverture des zones les plus intéressantes sur le plan écologique, essentiellement dans la perspective d’améliorer la connaissance du patrimoine naturel national et de fournir aux différents décideurs un outil d’aide à la prise en compte de l’environnement dans l’aménagement du territoire.
Deux ZNIEFF de type 1 sont recensées sur la commune :
le « massif de Tabe - Saint-Barthélemy » (15 185 ha), couvrant 20 communes du département, et 
« Sios et affluents » (35 ha), couvrant 5 communes du département et une ZNIEFF de type 2, : 
les « montagnes d'Olmes » (31 924 ha), couvrant 33 communes dont 31 dans l'Ariège et 2 dans l'Aude.

Carte des ZNIEFF de type 1 et 2 à Freychenet.
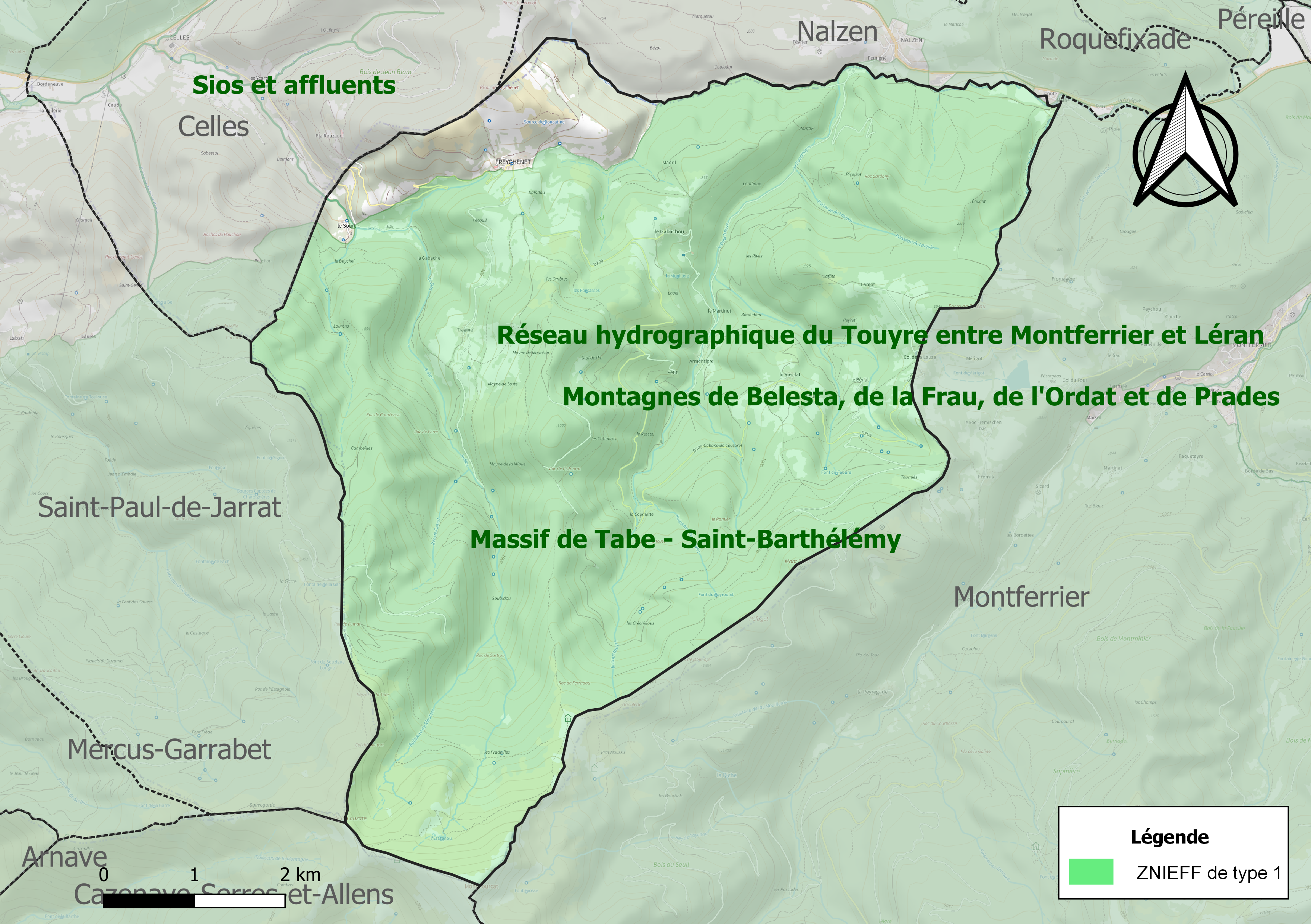
Carte des ZNIEFF de type 1 sur la commune.
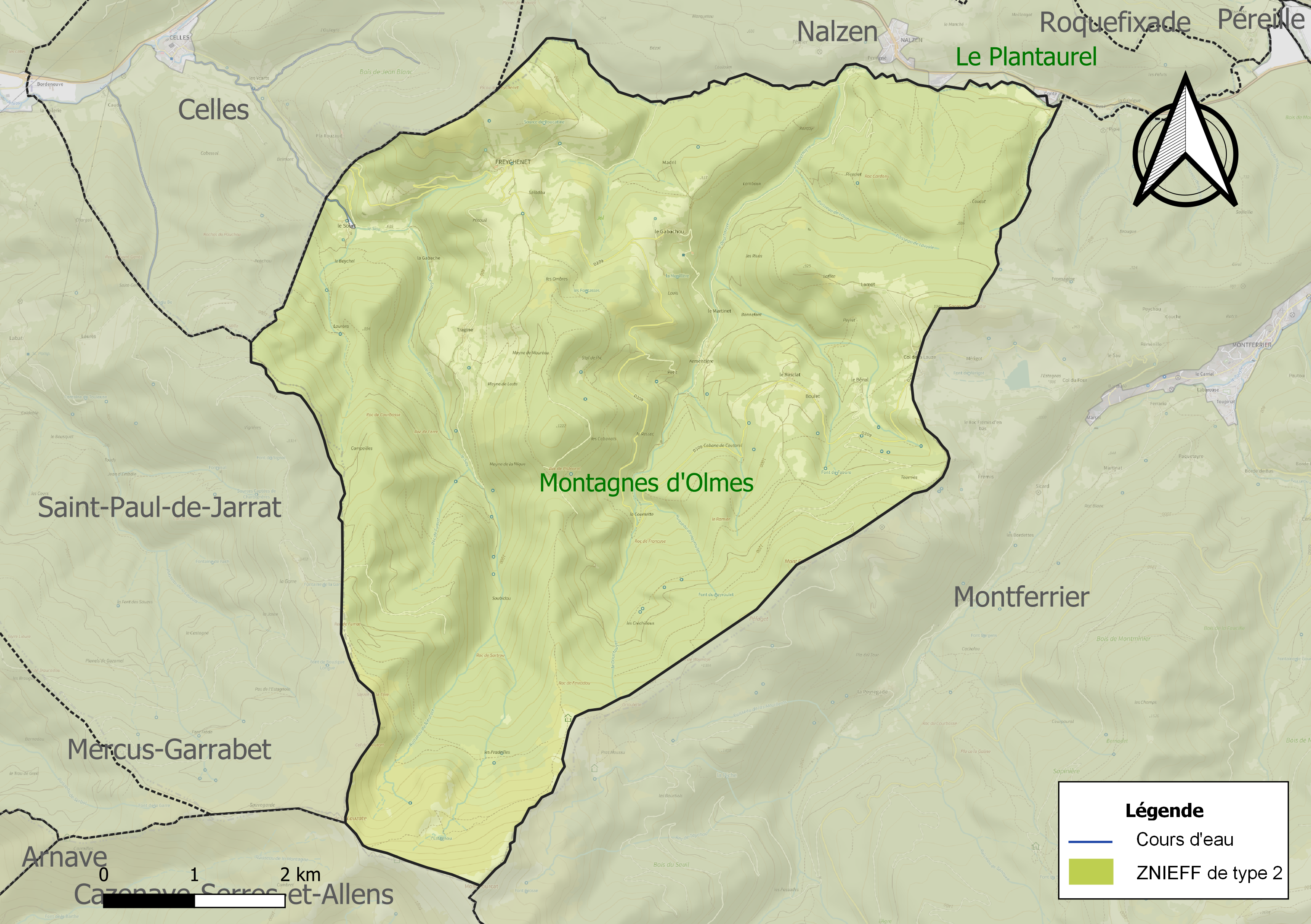
Carte de la ZNIEFF de type 2 sur la commune.

## Urbanisme

### Typologie
Au 1er janvier 2024, Freychenet est catégorisée commune rurale à habitat très dispersé, selon la nouvelle grille communale de densité à 7 niveaux définie par l'Insee en 2022.
Elle est située hors unité urbaine. Par ailleurs la commune fait partie de l'aire d'attraction de Foix, dont elle est une commune de la couronne,. Cette aire, qui regroupe 38 communes, est catégorisée dans les aires de moins de 50 000 habitants,.

### Occupation des sols
L'occupation des sols de la commune, telle qu'elle ressort de la base de données européenne d’occupation biophysique des sols Corine Land Cover (CLC), est marquée par l'importance des forêts et milieux semi-naturels (81,1 % en 2018), une proportion identique à celle de 1990 (81,1 %). La répartition détaillée en 2018 est la suivante : 
forêts (75 %), prairies (16,3 %), milieux à végétation arbustive et/ou herbacée (5,8 %), zones agricoles hétérogènes (2,6 %), espaces ouverts, sans ou avec peu de végétation (0,3 %). L'évolution de l’occupation des sols de la commune et de ses infrastructures peut être observée sur les différentes représentations cartographiques du territoire : la carte de Cassini (XVIIIe siècle), la carte d'état-major (1820-1866) et les cartes ou photos aériennes de l'IGN pour la période actuelle (1950 à aujourd'hui).

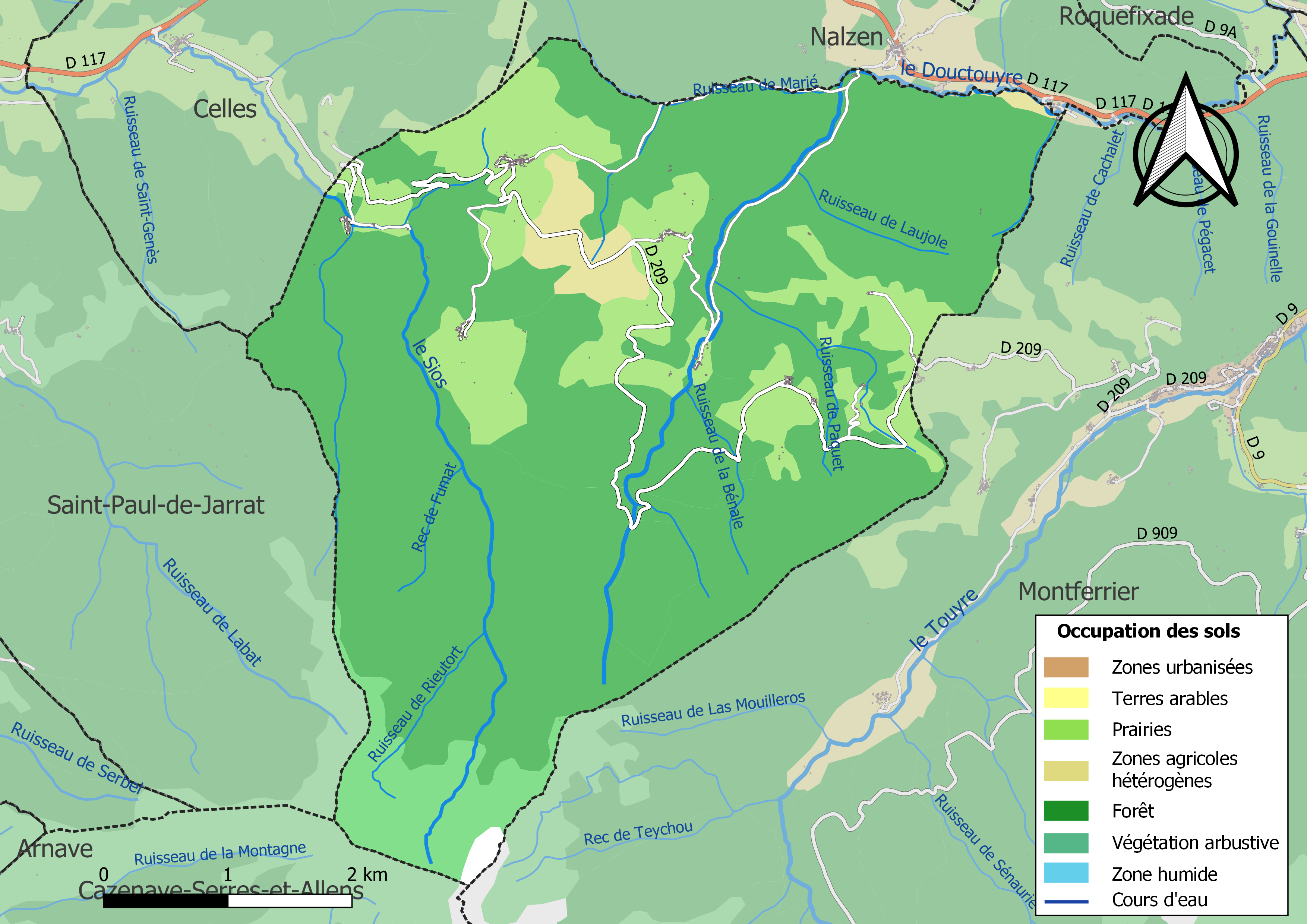
Carte des infrastructures et de l'occupation des sols de la commune en 2018 (CLC).

### Hameaux
Les principaux sont Boulet, Gabachou, Col de la Lauze, Madril, Mathé, Petit, Rasclat, le Sourt, Tragine...

### Habitat et logement
En 2018, le nombre total de logements dans la commune était de 119, alors qu'il était de 125 en 2013 et de 119 en 2008.
Parmi ces logements, 40,2 % étaient des résidences principales, 56,5 % des résidences secondaires et 3,3 % des logements vacants. Ces logements étaient pour 99,1 % d'entre eux des maisons individuelles et pour 0,9 % des appartements.
Le tableau ci-dessous présente la typologie des logements à Freychenet en 2018 en comparaison avec celle de l'Ariège et de la France entière. Une caractéristique marquante du parc de logements est ainsi une proportion de résidences secondaires et logements occasionnels (56,5 %) supérieure à celle du département (24,6 %) et à celle de la France entière (9,7 %). Concernant le statut d'occupation de ces logements, 84,4 % des habitants de la commune sont propriétaires de leur logement (83,3 % en 2013), contre 66,3 % pour l'Ariège et 57,5 % pour la France entière.
| Typologie                                               | Freychenet | Ariège | France entière |
| ------------------------------------------------------- | ---------- | ------ | -------------- |
| Résidences principales (en %)                           | 40,2       | 65,7   | 82,1           |
| Résidences secondaires et logements occasionnels (en %) | 56,5       | 24,6   | 9,7            |
| Logements vacants (en %)                                | 3,3        | 9,7    | 8,2            |

### Voies de communication et transports
Accès depuis Saint-Paul-de-Jarrat prendre la route départementale D117 puis la D209.

### Risques majeurs

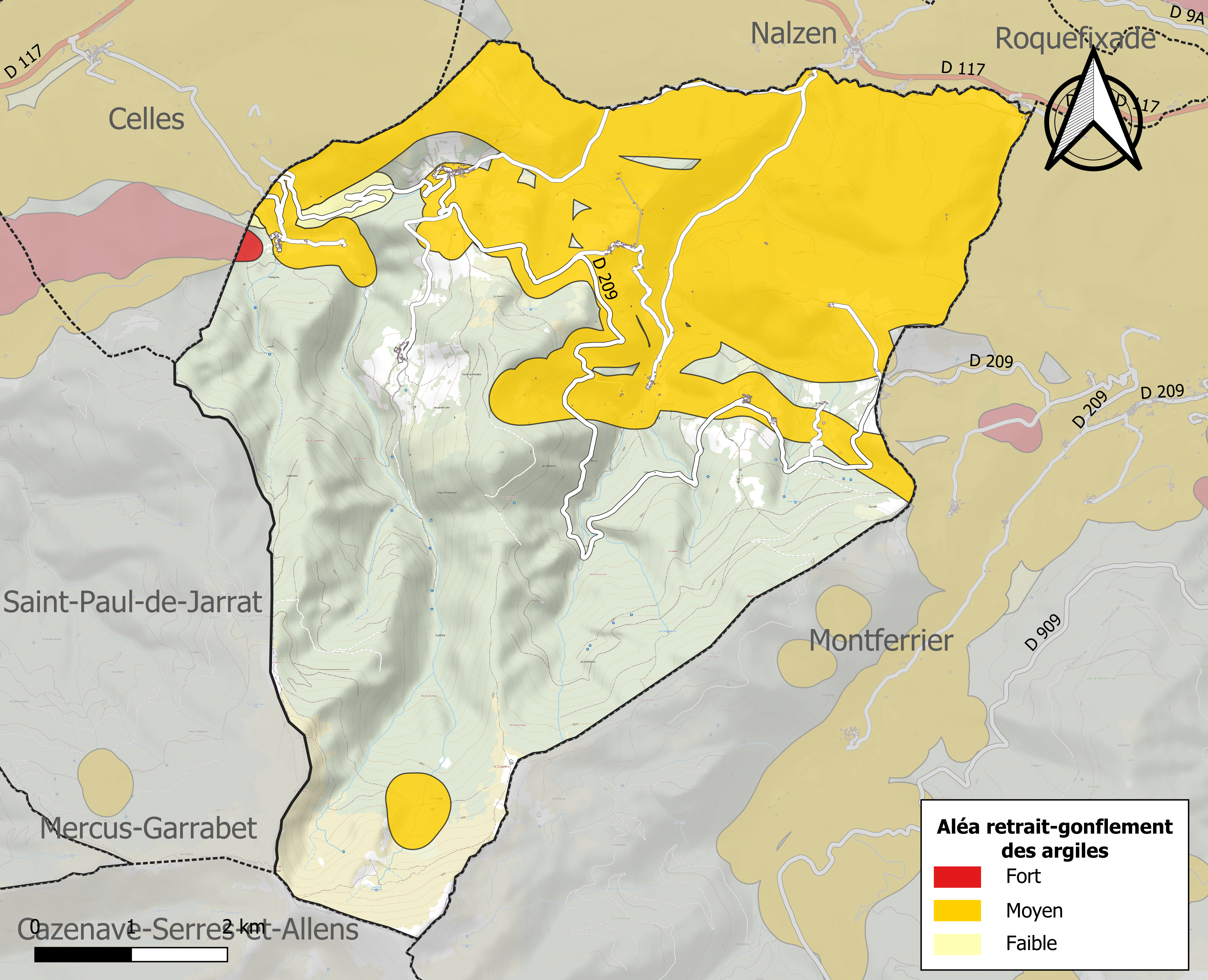
Zonage de l'aléa retrait-gonflement des argiles sur la commune de Freychenet.

Le territoire de la commune de Freychenet est vulnérable à différents aléas naturels : inondations, climatiques (grand froid ou canicule), feux de forêts, mouvements de terrains, avalanche  et séisme (sismicité modérée),.
Certaines parties du territoire communal sont susceptibles d’être affectées par le risque d’inondation par débordement, crue torrentielle d'un cours d'eau, ou ruissellement d'un versant.
Les mouvements de terrains susceptibles de se produire sur la commune sont soit des chutes de blocs, soit des glissements de terrains, soit des effondrements liés à des cavités souterraines, soit des mouvements liés au retrait-gonflement des argiles. Près de 50 % de la superficie du département est concernée par l'aléa retrait-gonflement des argiles, dont la commune de Freychenet. L'inventaire national des cavités souterraines permet par ailleurs de localiser celles situées sur la commune.

## Histoire
La communauté de Freychenet est liée à la puissante châtellenie et baronnie de Saint-Paul-de-Jarrat dans le comté de Foix et ce, jusqu’à la Révolution.

## Politique et administration

### Découpage territorial
La commune de Freychenet est membre de la communauté de communes du Pays d'Olmes, un établissement public de coopération intercommunale (EPCI) à fiscalité propre créé le 26 décembre 1995 dont le siège est à Lavelanet. Ce dernier est par ailleurs membre d'autres groupements intercommunaux.
Sur le plan administratif, elle est rattachée à l'arrondissement de Pamiers, au département de l'Ariège, en tant que circonscription administrative de l'État, et à la région Occitanie.
Sur le plan électoral, elle dépend du canton du Pays d'Olmes pour l'élection des conseillers départementaux, depuis le redécoupage cantonal de 2014 entré en vigueur en 2015, et de la première circonscription de l'Ariège  pour les élections législatives, depuis le redécoupage électoral de 1986.

### Administration municipale
Le nombre d'habitants au recensement de 2017 étant compris entre 0 et 99, le nombre de membres du conseil municipal pour l'élection de 2020 est de sept,.

### Liste des maires
| Période                                  | Période  | Identité         | Étiquette | Qualité                       |
| ---------------------------------------- | -------- | ---------------- | --------- | ----------------------------- |
| mars 2001                                | 2008     | Georges Castells |           |                               |
| mars 2008                                | en cours | Michel Moréreau  | DVG       | Ancien agriculteur exploitant |
| Les données manquantes sont à compléter. |          |                  |           |                               |

## Population et société

### Démographie
| 1793  | 1800 | 1806  | 1821  | 1831  | 1836  | 1841  | 1846  | 1851  |
| ----- | ---- | ----- | ----- | ----- | ----- | ----- | ----- | ----- |
| 1 139 | 924  | 1 192 | 1 234 | 1 201 | 1 240 | 1 242 | 1 176 | 1 132 |

| 1856 | 1861 | 1866 | 1872 | 1876 | 1881 | 1886 | 1891 | 1896 |
| ---- | ---- | ---- | ---- | ---- | ---- | ---- | ---- | ---- |
| 951  | 962  | 912  | 929  | 881  | 884  | 803  | 736  | 666  |

| 1901 | 1906 | 1911 | 1921 | 1926 | 1931 | 1936 | 1946 | 1954 |
| ---- | ---- | ---- | ---- | ---- | ---- | ---- | ---- | ---- |
| 600  | 566  | 508  | 381  | 347  | 311  | 288  | 232  | 247  |

| 1962 | 1968 | 1975 | 1982 | 1990 | 1999 | 2005 | 2006 | 2010 |
| ---- | ---- | ---- | ---- | ---- | ---- | ---- | ---- | ---- |
| 157  | 94   | 83   | 76   | 66   | 83   | 100  | 101  | 95   |

| 2015 | 2020 | 2022 | - | - | - | - | - | - |
| ---- | ---- | ---- | - | - | - | - | - | - |
| 93   | 82   | 82   | - | - | - | - | - | - |

| selon la population municipale des années : | 1968 | 1975 | 1982 | 1990 | 1999 | 2006 | 2009 | 2013 |
| Rang de la commune dans le département      | 213  | 276  | 214  | 242  | 232  | 221  | 226  | 231  |
| Nombre de communes du département           | 340  | 328  | 330  | 332  | 332  | 332  | 332  | 332  |

### Activités sportives
- Randonnée vers le mont Fourcat, à partir du parking au-dessus de Freychenet, sur la D 209.
- Cyclisme, pêche, randonnée pédestre...

### Lieux et monuments
- Église Notre-Dame-de-l'Assomption de Freychenet.
- Église Saint-Joseph du Gabachou.
- Col de la Lauze (948 m) sur la RD 209, en limite de la commune et de Montferrier.

### Personnalités liées à la commune
- Jean Castel (1896-1988)

## Économie

### Emploi
| Division       | 2008  | 2013   | 2018   |
| -------------- | ----- | ------ | ------ |
| Commune        | 5,3 % | 14,8 % | 8,3 %  |
| Département    | 8,9 % | 11,1 % | 11,2 % |
| France entière | 8,3 % | 10 %   | 10 %   |

En 2018, la population âgée de 15 à 64 ans s'élève à 51 personnes, parmi lesquelles on compte 79,2 % d'actifs (70,8 % ayant un emploi et 8,3 % de chômeurs) et 20,8 % d'inactifs,. Depuis 2008, le taux de chômage communal (au sens du recensement) des 15-64 ans est inférieur à celui de la France et du département.
La commune fait partie de la couronne de l'aire d'attraction de Foix, du fait qu'au moins 15 % des actifs travaillent dans le pôle,. Elle compte 7 emplois en 2018, contre 13 en 2013 et 21 en 2008. Le nombre d'actifs ayant un emploi résidant dans la commune est de 37, soit un indicateur de concentration d'emploi de 19,8 % et un taux d'activité parmi les 15 ans ou plus de 59,7 %.
Sur ces 37 actifs de 15 ans ou plus ayant un emploi, 6 travaillent dans la commune, soit 17 % des habitants. Pour se rendre au travail, 91,4 % des habitants utilisent un véhicule personnel ou de fonction à quatre roues et 8,6 % n'ont pas besoin de transport (travail au domicile).

### Activités hors agriculture
7 établissements sont implantés  à Freychenet au 31 décembre 2019.
Le secteur du commerce de gros et de détail, des transports, de l'hébergement et de la restauration est prépondérant sur la commune puisqu'il représente 28,6 % du nombre total d'établissements de la commune (2 sur les 7 entreprises implantées  à Freychenet), contre 27,5 % au niveau départemental.

### Agriculture
|                                   | 1988 | 2000 | 2010 |
| --------------------------------- | ---- | ---- | ---- |
| Exploitations                     | 10   | 5    | 4    |
| Superficie agricole utilisée (ha) | 256  | 228  | 153  |

La commune fait partie de la petite région agricole dénommée « Région sous-pyrénéenne ». En 2010, l'orientation technico-économique de l'agriculture  sur la commune est l'élevage d'ovins et de caprins. Quatre exploitations agricoles ayant leur siège dans la commune sont dénombrées lors du recensement agricole de 2010 (dix en 1988). La superficie agricole utilisée est de 153 ha.

## Culture locale et patrimoine

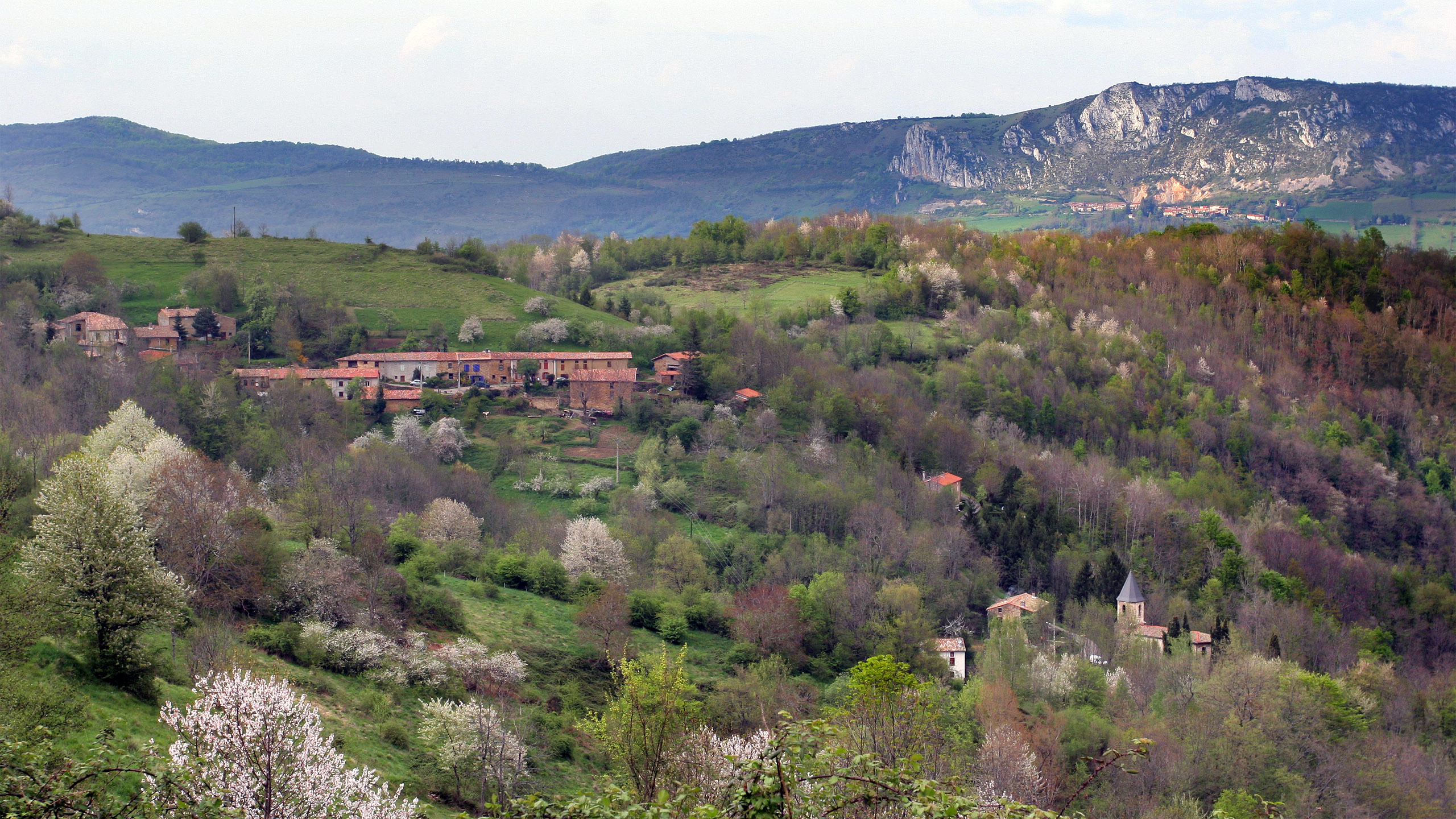
Gabachou (au fond Roquefixade)
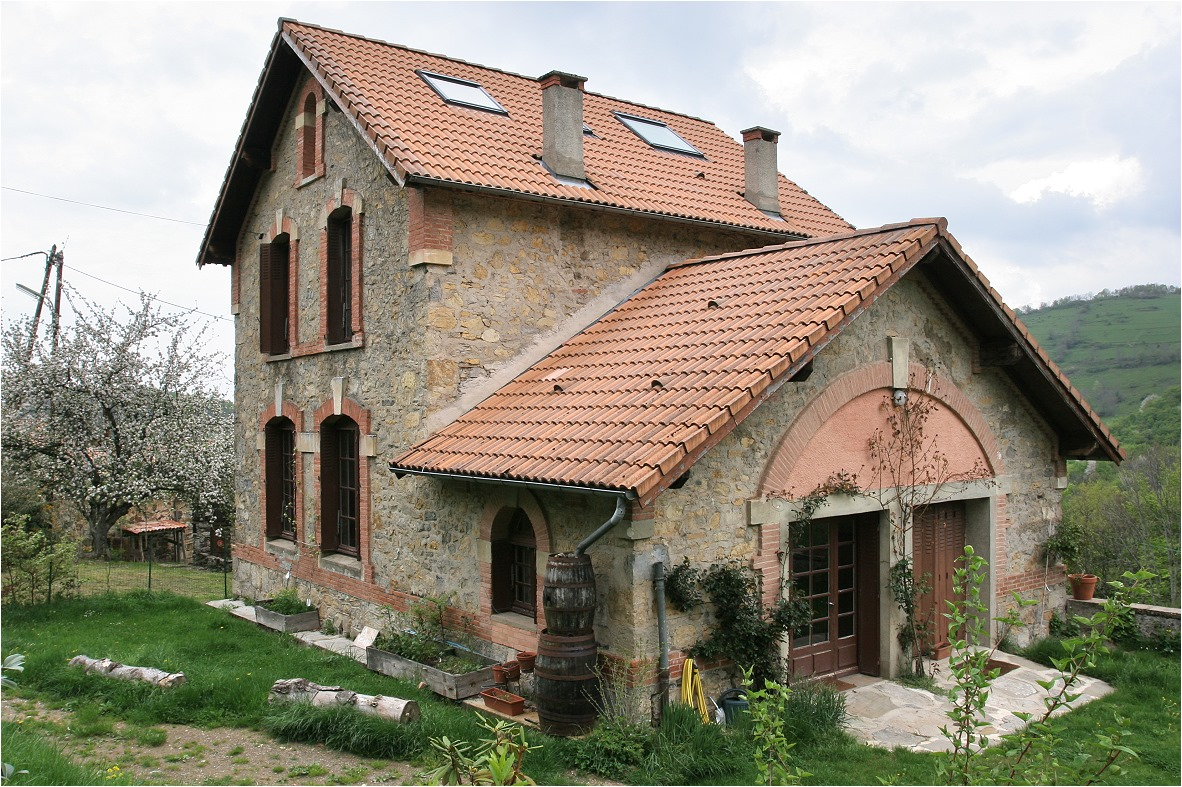
L'ancienne école
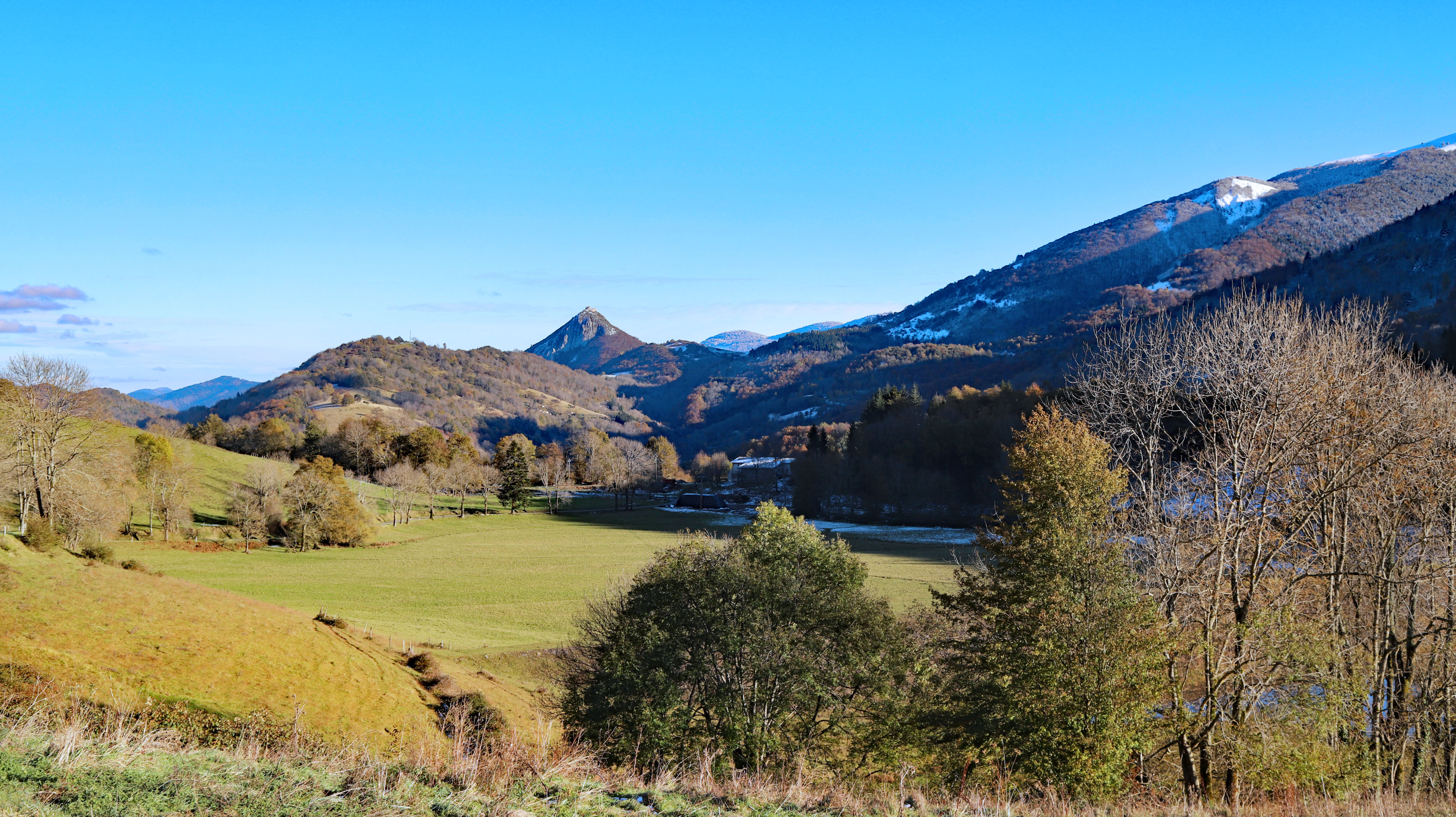
Château de Montségur vu du Col de la Lauze
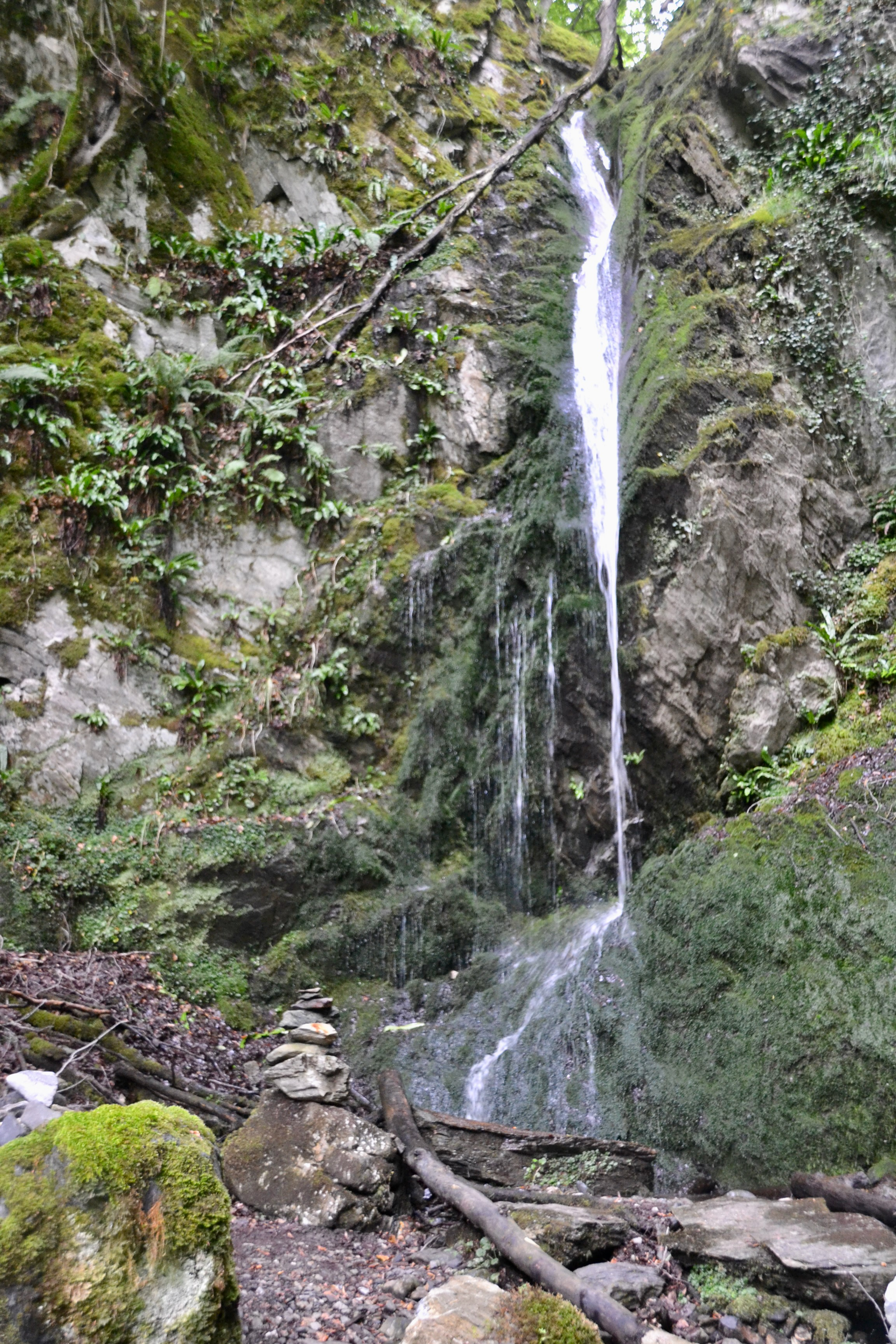
La cascade de Tragine

## Pour approfondir